# Kantchari
Kantchari là một tổng thuộc  Tapoa (tỉnh) ở phía đông Burkina Faso. Thủ phủ là thị xã Kantchari. Dân số Kantchari năm 2006 là 59.150 người.

## Các thị xã và làng xã
Bantoini, Barimagou, Bartiaga, Boudiéri, Boulmontchangou, Boulmontougou, Boupiena, Boupiengou, Brimonga, Comonli, Diankonli, Garbougou, Kambardebi, Kantari, Koena, Mantchangou, Mantougou, Mohadagou, Naboamou, Namagri, Namoumoanga, Nando, Sakoani, Sambalgou, Sampieri, Tabgou, Tandri, Tialboanga và Toundi.